# Сулеймания (област)
Сулеймания е област в Северозападен Ирак с площ 17 023 km². По оценка за юли 2018 г. населението е 2 053 000 жители. Главен град е Сулеймания.